# Europese kampioenschappen schaatsen afstanden 2018 - 500 meter vrouwen
De 500 meter vrouwen op de Europese kampioenschappen schaatsen 2018 werd gehouden op vrijdag 5 januari in het ijsstadion Kometa in Kolomna, Rusland. Er werd maar één omloop gereden. Het was de eerste editie van de EK afstanden en de initiële titel ging naar Vanessa Herzog.

## Uitslag
| #      | Schaatser              | Land | Tijd     |
| ------ | ---------------------- | ---- | -------- |
| Goud   | Vanessa Herzog         | AUT  | 37,69    |
| Zilver | Angelina Golikova      | RUS  | 38,04    |
| Brons  | Karolína Erbanová      | CZE  | 38,18    |
| 4      | Olga Fatkoelina        | RUS  | 38,30    |
| 5      | Darja Katsjanova       | RUS  | 38,56    |
| 6      | Letitia de Jong        | NED  | 38,70    |
| 7      | Sanneke de Neeling     | NED  | 38,91    |
| 8      | Gabriele Hirschbichler | GER  | 38,97    |
| 9      | Mayon Kuipers          | NED  | 39,17    |
| 10     | Yvonne Daldossi        | ITA  | 39,25    |
| 11     | Elina Risku            | FIN  | 39,58    |
| 12     | Nikola Zdráhalová      | CZE  | 39,65(5) |
| 13     | Kseniya Sadouskaya     | BLR  | 39,65(6) |
| 14     | Francesca Bettrone     | ITA  | 39,72    |
| 15     | Martine Ripsrud        | NOR  | 39,82    |
| 16     | Kaja Ziomek            | POL  | 40,16    |
| 17     | Andżelika Wójcik       | POL  | 40,64    |
| 18     | Roxanne Dufter         | GER  | 40,73    |
| 19     | Jevgenia Vorobjova     | BLR  | 40,89    |
| 20     | Rikke Jeppsson         | NOR  | 41,90    |

2018 · 
2020 · 
2022 · 
2024